# Чху Ча Хьон
Чху Ин Чжу (кор. 추은주), більш відома під сценічним ім'ям Чху Ча Хьон (кор. 추자현) — південнокорейсько-китайська акторка та знаменитість. Вона широко відома як у Південній Кореї, так і в Китаї. Вона знялася у численних корейських та китайських фільмах. Вона активно працює в Китаї з 2007 року. Чху — перша корейська знаменитість, яка зазнала сильного впливу китайців.
Народилася в сім'ї косметолога та службовця в Тегу. 1997 року закінчила Університет Данкук.
У 2012 році на знімальному майданчику познайомилася з китайським актором Сяогуаном Ю. У січні 2017 року вони одружилися. Разом брали участь у реаліті-шоу «Те ж ліжко, різні сни 2» на каналі SBS. У липні 2021 року у соціальних мережах виник скандал через публікацію відео, де Сяогуан Ю фривольно поводиться з іншою жінкою.

## Фільмографія

### Телевізійні серіали
| Рік  | Назва                                     | Роль                            | Мережа   |
| ---- | ----------------------------------------- | ------------------------------- | -------- |
| 2002 | «Історія успіху яскравої дівчини»         | Сон Бо Бе                       | SBS      |
| 2002 | «Будинок ранкової зорі»                   | Чон Мі Хї                       | SBS      |
| 2003 | «Будинок Апгучон»                         | Пек Чжа Хьон                    | SBS      |
| 2003 | «Шарп 1»                                  | виклад подій                    | KBS2     |
| 2004 | «О почуття юності!»                       | Хьо Сон Чжа                     | KBS2     |
| 2007 | «Легенда Чу Ліюксянь» (китайський серіал) | Ші Гуан'юн                      | CCTV-8   |
| 2010 | «Всемогутній чоловік»                     | Со Мі Су / Чхве Кан Хї          | MBC      |
| 2018 | «Туманний»                                | (спеціальна поява)              | JTBC     |
| 2019 | «Хроніки Ардала»                          | Аса Хон                         | tVn      |
| 2019 | «Чудовий Світ»                            | Кан Ін Ха                       | JTBC     |
| 2020 | «Моя несхожа родина»                      | Кім Ин Джу                      | tVn      |
| 2022 | «Клуб зелених мам»                        | Бьон Чхун Хї                    | JTBC     |
| 2022 | «Маленька жінка»                          | Чін Хва Йон (камео)             | tVn      |
| 2022 | «Нарко-святі»                             | Пак Хьо Чжін (спеціальна поява) | Нетфлікс |

### Фільми
| Рік  | Назва                                                 | Роль                   |
| ---- | ----------------------------------------------------- | ---------------------- |
| 1996 | «Пригоди пані Пак»                                    | Хьо Су                 |
| 2005 | «Лі Де Ро не може померти»                            | Ян Чон Є               |
| 2005 | «Подорож у тумані»                                    |                        |
| 2006 | «Кривавий зв'язок»                                    | Чі Йон                 |
| 2008 | «Портрет красуні»                                     | Соль Хва               |
| 2009 | «Відсутність»                                         | Хьон Чон               |
| 2010 | «Ле Гранд шеф-кухар 2: Битва Кімчі»                   | мати Сон Чхана (камео) |
| 2010 | «Лавголік»                                            | Чі Хин                 |
| 2011 | «Коротко! Коротко! Коротко! 2010: Фантастичний театр» | Лі Со Йон              |
| 2014 | «Межа» (китайський фільм)                             |                        |

## Нагороди
| Рік  | Нагорода                                  | Категорія                               | Робота                                 | Результат | Прим. |
| ---- | ----------------------------------------- | --------------------------------------- | -------------------------------------- | --------- | ----- |
| 2004 | 18-та Премія KBS драма                    | Краща акторка другого плану             | «О почуття юності!»                    | Номінація |       |
| 2006 | 7-ма Премія Пусанських кінокритиків       | Краща акторка другого плану             | «Кривавий зв'язок»                     | Перемога  | [ 3 ] |
| 2006 | 43-тя Кінопремія Великий дзвін            | Краща нова акторка                      | «Кривавий зв'язок»                     | Перемога  | [ 4 ] |
| 2006 | 27-ма Кінопремія Блакитний дракон         | Краща нова акторка                      | «Кривавий зв'язок»                     | Номінація |       |
| 2006 | 5-та Премія корейського кіно              | Краща акторка другого плану             | «Кривавий зв'язок»                     | Перемога  |       |
| 2006 | 5-та Премія корейського кіно              | Краща нова акторка                      | «Кривавий зв'язок»                     | Перемога  |       |
| 2006 | 9-та Режисерська премія                   | Краща нова акторка                      | «Кривавий зв'язок»                     | Перемога  |       |
| 2007 | 43-тя Премія мистецтв Пексан              | Краща нова акторка                      | «Кривавий зв'язок»                     | Номінація |       |
| 2009 | 46-та Кінопремія Великий дзвін            | Краща акторка другого плану             | «Портрет красуні»                      | Номінація |       |
| 2009 | 30-та Кінопремія Блакитний дракон         | Краща акторка другого плану             | «Портрет красуні»                      | Номінація |       |
| 2009 | 17-та Премія Корейської культури і розваг | Нагорода за майстерність (акторка кіно) | «Портрет красуні»                      | Перемога  |       |
| 2012 | Зірка року китайського тб                 | Нагорода «Міжнародна кооперація»        |                                        | Перемога  |       |
| 2013 | 2-га Премія «Зірок МААТР»                 | Achievement Award                       | Н/Д                                    | Перемога  | [ 5 ] |
| 2013 | 8-а Сеульська міжнародна премія драми     | Найкраща акторка                        | «Турбулентність в клані Ма»            | Номінація |       |
| 2015 | 10-та Сеульська міжнародна премія драми   | Нагорода за популярність Mango TV       | Н/Д                                    | Перемога  |       |
| 2017 | 11-та Премія розваг SBS                   | Гаряча зірка року                       | «Одне ліжко, різні сни 2: Ти моя доля» | Перемога  | [ 6 ] |
| 2021 | 7-ма Премія «Зірок МААТР»                 | Краща акторка другого плану             | «Моя несхожа родина»                   | Номінація |       |